# マーク・オリヴァー
マーク・オリヴァー（Mark Oliver、1966年 - ）は、カナダの俳優。

## 出演作品
- 悪魔の毒々パーティ Dance of the Dead (2008)
- 私はラブ・リーガル Drop Dead Diva (2009 - 2014) ※ゲスト出演
- ミッシング・ポイント The Reluctant Fundamentalist (2012)

### 日本のアニメ
- 機動戦士ガンダムSEED（ラウ・ル・クルーゼ）
- ロックマンエグゼ